# Ludia hansali
Ludia hansali är en fjärilsart som beskrevs av Felder 1874. Ludia hansali ingår i släktet Ludia och familjen påfågelsspinnare. Inga underarter finns listade i Catalogue of Life.